# پوشرسرویت
پوشرسرویت (به آلمانی: Püchersreuth) یک شهر در آلمان است که در نویشتادت ان در والدناب واقع شده‌است. پوشرسرویت ۱٬۶۴۱ نفر جمعیت دارد.